# Henri Lamirault
Pour les articles homonymes, voir Lamirault.
 (mai 2021).
Si vous disposez d'ouvrages ou d'articles de référence ou si vous connaissez des sites web de qualité traitant du thème abordé ici, merci de compléter l'article en donnant les références utiles à sa vérifiabilité et en les liant à la section « Notes et références ».
Henri Lamirault est un éditeur français, né à La Chapelle-du-Noyer (Eure-et-Loir) le 15 juillet 1854 et mort à Paris 3e le 1er juillet 1914.

## Biographie
Il est d'abord clerc de notaire et ensuite commis dans une maison de librairie, où il profite des facilités particulières que lui procure cet emploi pour parfaire son instruction.
Appelé sous les drapeaux en 1875, il connait au régiment Joseph Baer, avec lequel il se lie d'amitié. Parvenu rapidement au grade de sergent-major, il songe à faire sa carrière dans l'armée, mais une grave maladie l'empêche de donner suite à ses projets. Il vient alors à Paris où Joseph Baer l'attache, en qualité de chef des services techniques, à l'œuvre qu'il vient de fonder.
Henri Lamirault se consacre ensuite tout entier à La Grande Encyclopédie, inventaire raisonné des sciences, des lettres, et des arts dont il est devenu l'éditeur en avril 1886.